# Copa Interclubes Kagame 2010
La Copa Interclubes Kagame 2010 fue la 36.ª edición de este torneo de fútbol a nivel de clubes de África organizado por la CECAFA y que contó con la participación de 11 equipos representantes de África Central y África Oriental, un equipo más que en la edición anterior.
El APR FC de Ruanda venció al Saint-George SA de Etiopía en la final disputada en Ruanda para coronarse campeón del torneo por segunda ocasión y el segundo título consecutivo para los equipos de Ruanda. ATRACO FC de Ruanda, campeón de la edición anterior, fue eliminado en las semifinales.

## Fase de grupos

### Grupo A
| APR FC              | 2-1   | Vital'O FC          |
| TP Mazembe          | 8-0   | Djibouti Télécom FC |
| Vital'O FC          | 1-2   | TP Mazembe          |
| Djibouti Télécom FC | 1-6   | APR FC              |
| Vital'O FC          | 3-1   | Djibouti Télécom FC |
| APR FC              | w.o.1 | TP Mazembe          |

1- El partido fue abandonado al minuto 38 con el marcador 1-0 a favor del APR FC luego del que el árbitro fuese atacado por aficionados del TP Mazembe; por lo que el TP Mazembe fue descalificado.
| Club                | G             | E             | P             | GF            | GC            | Pts           |
| ------------------- | ------------- | ------------- | ------------- | ------------- | ------------- | ------------- |
| APR FC              | 2             | 0             | 0             | 8             | 2             | 6             |
| Vital'O FC          | 1             | 0             | 1             | 4             | 3             | 3             |
| Djibouti Télécom FC | 0             | 0             | 2             | 2             | 9             | 0             |
| TP Mazembe          | Descalificado | Descalificado | Descalificado | Descalificado | Descalificado | Descalificado |

### Grupo B
| Rayon Sport     | 2-2 | Saint-George SA |
| Saint-George SA | 5-0 | Mafunzo FC      |
| Mafunzo FC      | 0-3 | Rayon Sport     |

| Club            | G | E | P | GF | GC | Pts |
| --------------- | - | - | - | -- | -- | --- |
| Saint-George SA | 1 | 1 | 0 | 7  | 2  | 4   |
| Rayon Sport     | 1 | 1 | 0 | 5  | 2  | 4   |
| Mafunzo FC      | 0 | 0 | 2 | 0  | 8  | 0   |

### Grupo C
Todos los partidos se jugaron en Port Sudan, Sudán.
| URA SC    | 0-3 | Sofapaka  |
| Simba SC  | 2-1 | ATRACO FC |
| Sofapaka  | 1-0 | Simba SC  |
| ATRACO FC | 4-0 | URA SC    |
| URA SC    | 2-1 | Simba SC  |
| ATRACO FC | 0-3 | Sofapaka  |

| Club      | G | E | P | GF | GC | Pts |
| --------- | - | - | - | -- | -- | --- |
| Sofapaka  | 3 | 0 | 0 | 7  | 0  | 9   |
| ATRACO FC | 1 | 0 | 2 | 5  | 5  | 3   |
| Simba SC  | 1 | 0 | 2 | 3  | 4  | 3   |
| URA SC    | 1 | 0 | 2 | 3  | 8  | 3   |

## Cuartos de final
| Equipo 1        | Resultado   | Equipo 2            |
| --------------- | ----------- | ------------------- |
| Sofapaka        | 0-0 (7-6 p) | Rayon Sport         |
| APR FC          | 2-1         | Simba SC            |
| Saint-George SA | 5-0         | Djibouti Télécom FC |
| ATRACO FC       | 2-0         | Vital'O FC          |

## Semifinales
| Equipo 1  | Resultado  | Equipo 2        |
| --------- | ---------- | --------------- |
| APR FC    | 1-0        | Sofapaka        |
| ATRACO FC | 1-3 (t.e.) | Saint-George SA |

## Tercer Lugar
| Equipo 1  | Resultado | Equipo 2 |
| --------- | --------- | -------- |
| ATRACO FC | 1-2       | Sofapaka |

## Final
| 29 de mayo de 2010 | APR FC                     | 2:0 (t.e.) | Saint-George SA | Nyamirabo Stadium, Kigali, Ruanda |  |
|                    | Msowoya 92' · Nyirenda 98' |            |                 |                                   |  |

## Campeón
| Copa Interclubes Kagame 2010 |
| Bandera de Ruanda            |
| APR FC 2º Título             |